# Allume-cigare
 (août 2022).
Si vous disposez d'ouvrages ou d'articles de référence ou si vous connaissez des sites web de qualité traitant du thème abordé ici, merci de compléter l'article en donnant les références utiles à sa vérifiabilité et en les liant à la section « Notes et références ».
Un allume-cigare est un accessoire de véhicule automobile, souvent incorporé au tableau de bord, utilisant l'électricité que produit ce véhicule pour permettre d'allumer cigares et cigarettes, à l'instar d'un briquet ou d'allumettes. Cet accessoire a disparu des véhicules en 2006.

## Description
L'allume cigare est composé de deux parties :
- une partie fixe : analogue à une « prise de courant » de même tension que celle de la batterie du véhicule (12 ou 24 V) ;
- une partie mobile : elle contient une résistance qui chauffe dès qu'on l'enfonce dans la partie fixe ; quand la température définie est atteinte, elle revient à sa position initiale. Il suffit alors de la retirer de la partie fixe et approcher la résistance incandescente de l'objet à allumer.

## Usages dérivés
La partie fixe (« prise de courant ») est utilisable par plusieurs appareils commercialisés, en série ou en option, d'un cordon d'alimentation électrique adapté : ordinateurs portables, téléphones portables, PDA, dashcams, baladeurs, lecteurs DVD et télévisions portables, navigateurs GPS, dispositifs de réfrigération, etc.
L'utilisation de cette source de tension étant en forte demande et les nouveaux usages devenant plus variés que le seul allumage de cigarette, la livraison des automobiles sans l'« embout briquet » est devenue la norme. Le connecteur est dissimulé par un cache protégeant la connexion à la source de courant continu. On en trouve accessibles aux places arrière et dans les coffres.
Les adaptateurs pour ce dispositif se sont multipliés, notamment tous les modèles recourant au standard USB comme ci-dessous :

Utilisations de la prise allume-cigare comme source d'électricité
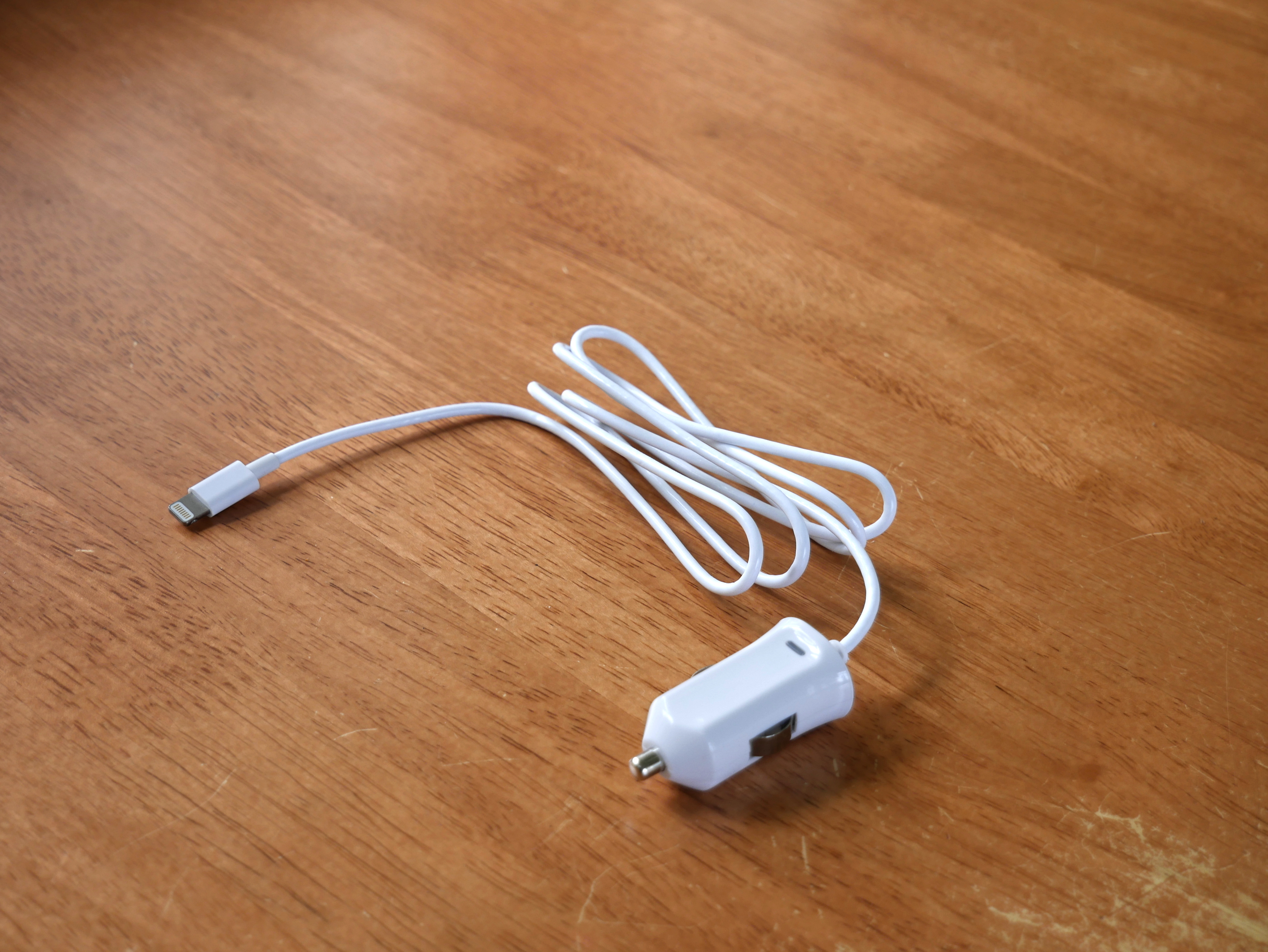
Alimentation pour téléphone.
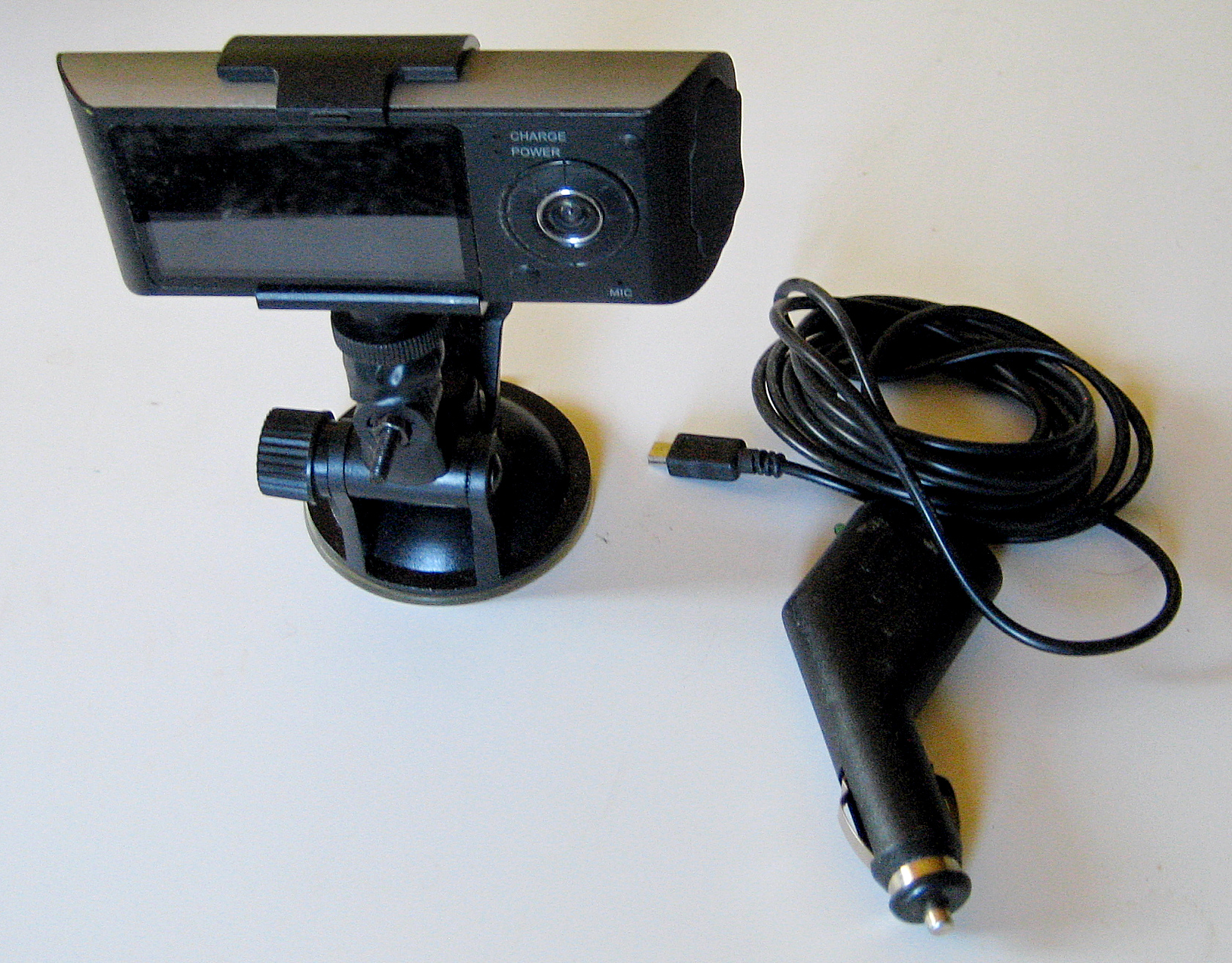
Alimentation de dashcam.
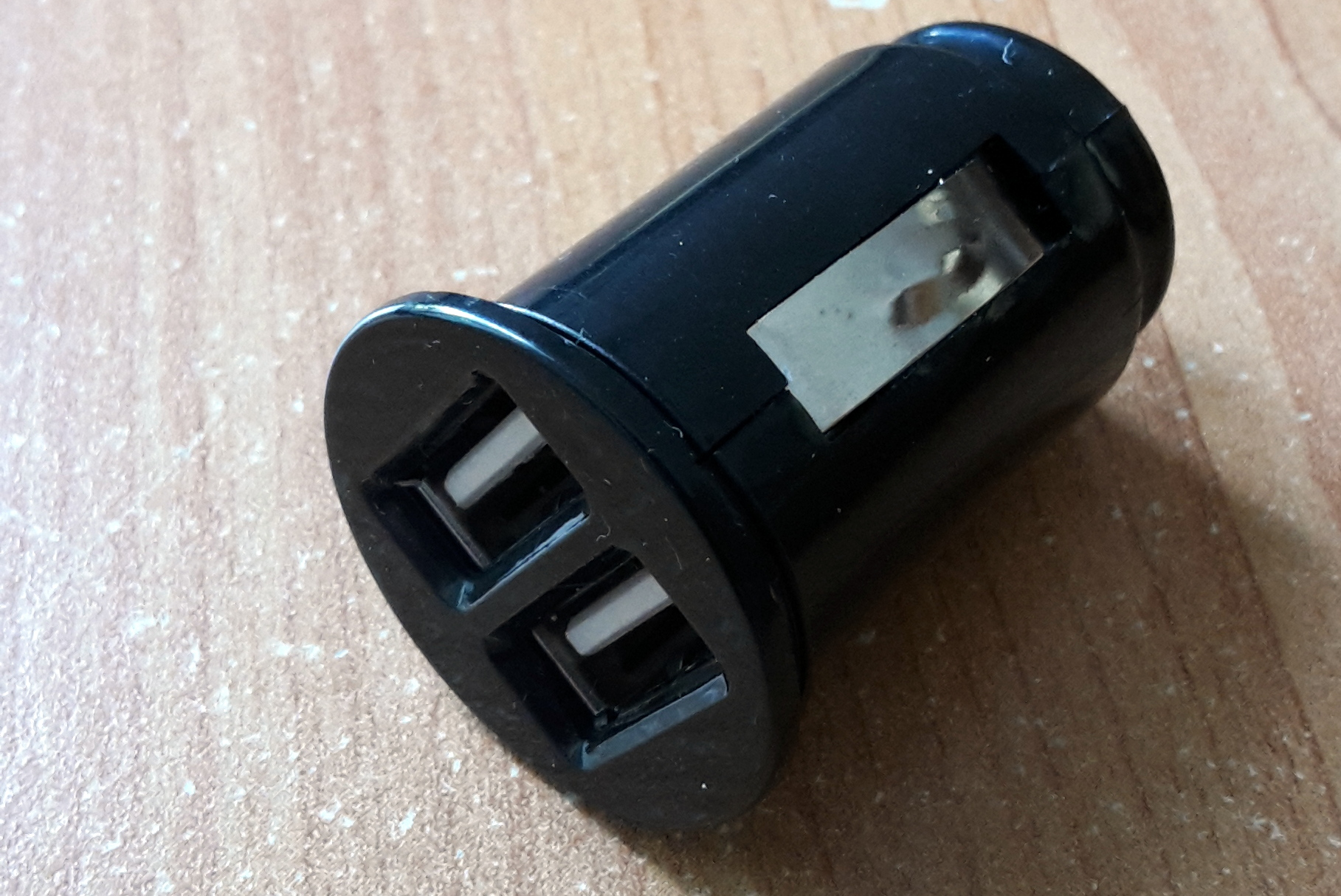
Convertisseur prise allume-cigare (12 V) vers double USB (5 V).
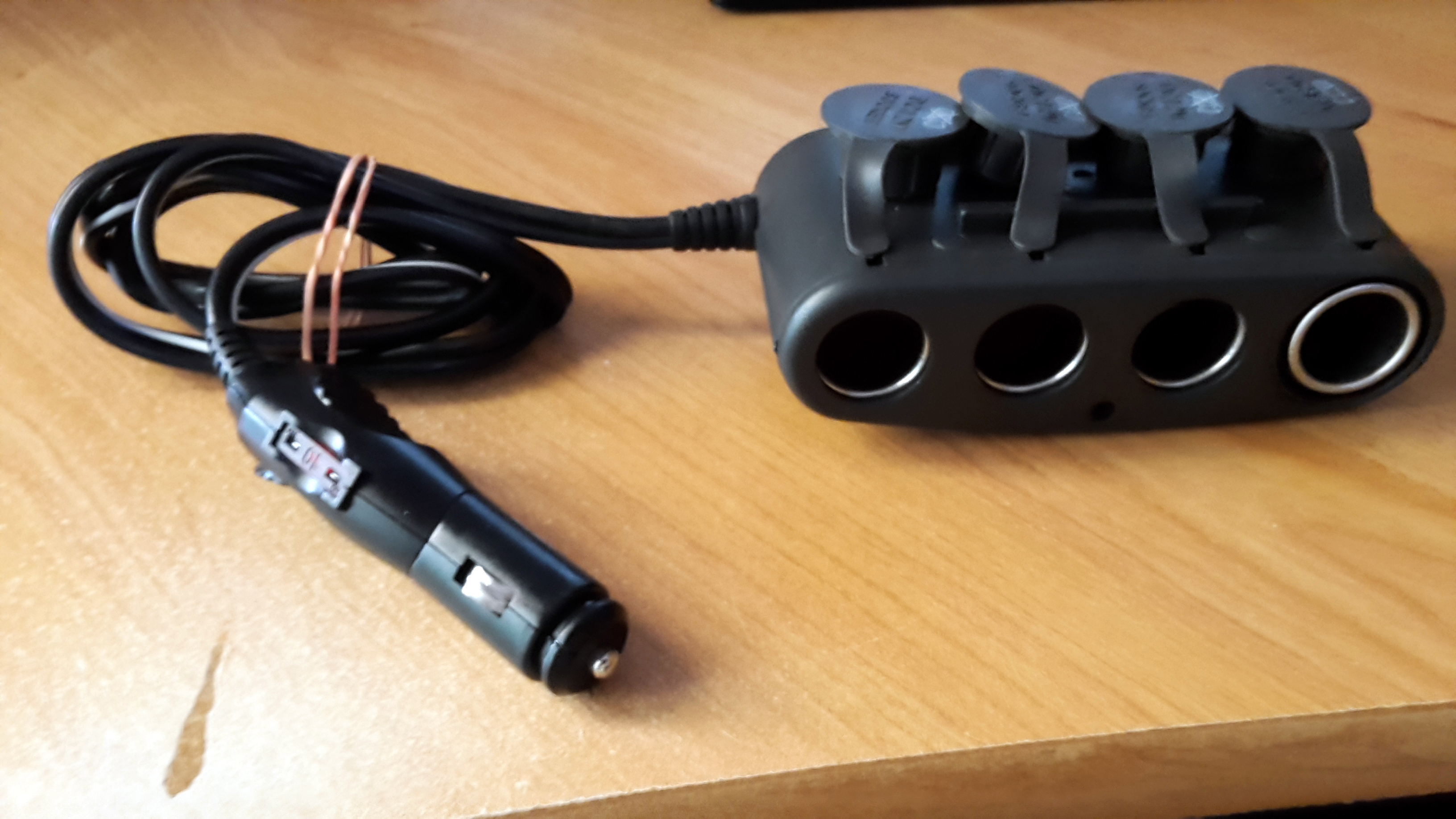
Multiprise allume-cigare.
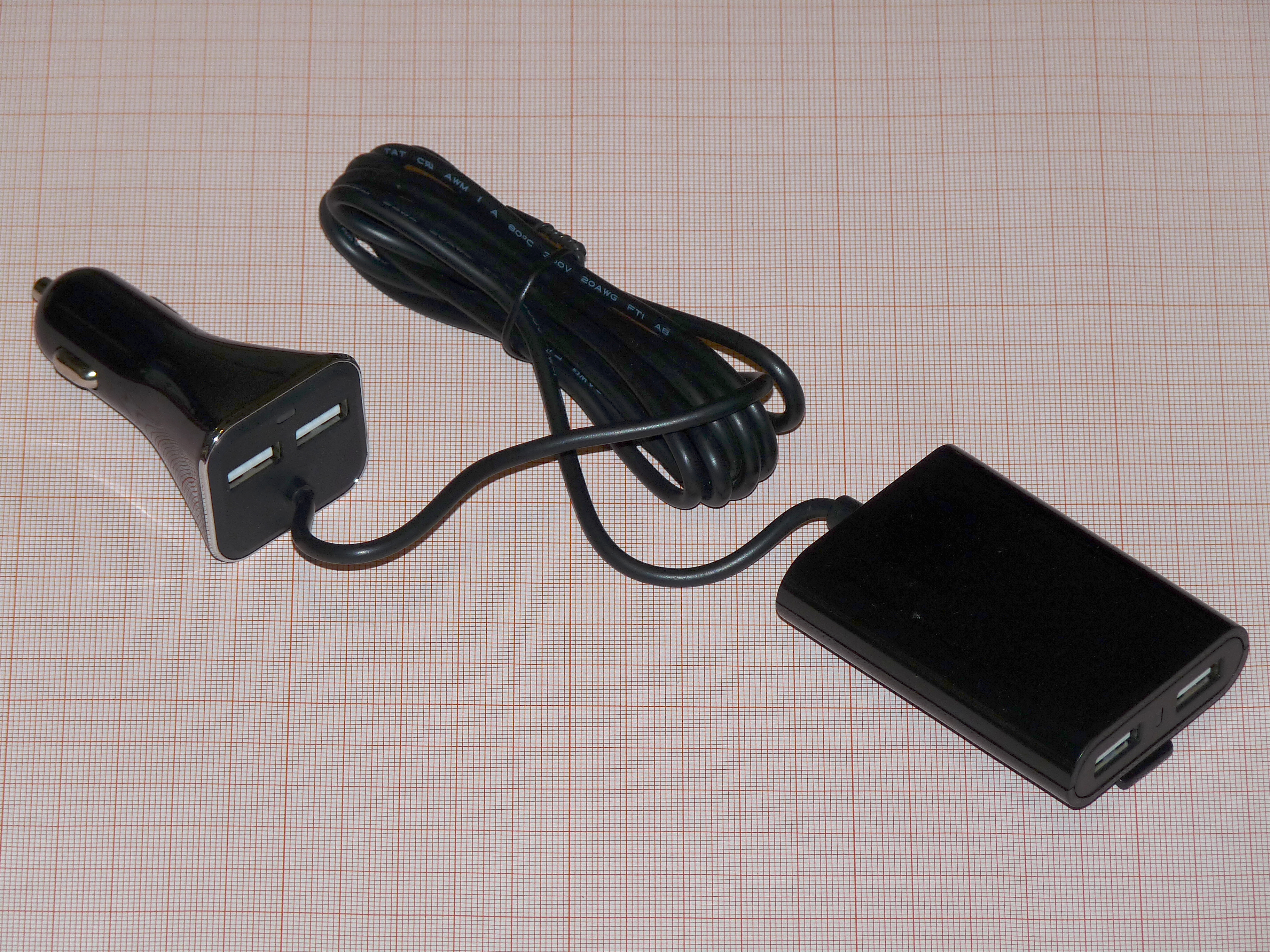
4 sorties USB.

### Câblage
En Europe continentale, le pôle positif de la batterie est relié au picot central (+), le pôle négatif au culot (-) (masse du véhicule).

### Utilisation sur les bateaux
On trouve des allume-cigare également sur les bateaux de plaisance, permettant la recharge d'un appareil électrique même avec des batteries 12 V. Sur les bateaux, il n'y a souvent pas d'embout briquet.